# Ivanivka, Orjîțea
Ivanivka (în ucraineană Іванівка) este un sat în comuna Kuibîșeve din raionul Orjîțea, regiunea Poltava, Ucraina.

## Demografie
Componența lingvistică a localității Ivanivka
     Ucraineană (95,36%)
     Rusă (3,61%)
     Alte limbi (0,52%)
Conform recensământului din 2001, majoritatea populației localității Ivanivka era vorbitoare de ucraineană (95,36%), existând în minoritate și vorbitori de rusă (3,61%).